# Трайко Попов (Гявато)
Вижте пояснителната страница за други личности с името Трайко Попов.
Трайко Теохаров Попов е български революционер, деец на Македонската младежка тайна революционна организация (ММТРО).

## Биография
Роден е през 1906 или 1908 година в гевгелийското село Гявато. Дядо му поп Кочо Попдимитров е виден екзархийски свещеник, има двама сина – бащата на Трайко Теохар Попов (1879 – 1925) и чичо му Михаил Попкочев – дейци на ВМОРО. Трайко завършва VІІ клас в Щипската гимназия. Още в шести клас, през декември 1925 г., той се включва в ММТРО. 
Става ръководител на ММТРО в Гевгели. Пише на чичо си Михаил, емигрант в София:
| „ | ...Сега, ако питаш за мене, аз съм в прочутия македонски град Щип, уча в VІІ клас. През декември бях в Скопие, но ме изключиха, защото се скарах с един потурчен от Кратово, защо не могах да търпя неправдините и тиранията ни. Домашните са добри, как ми писват, а днеска пътувам за дома. Чичо, какво правите вие, заспахте вече, бар вие не спете, ни тука почнаха да се будат от първия сон. Ния „интелигенцията“ не спиме, полека полека работим как можем... | “ |

Две години, по свидетелство на Димитър Гюзелев, той е най-големият разпостранител на нелегалната революционна българска литература. Никога не се отчайва или уплашва, винаги е готов да свърши по-тежката и опасна работа. Когато започват разкритията, довели до Скопския студентски процес, той остава неоткрит и се впряга още повече в работата, в разгара на арестите и мъченията. Изключително пламенен трибун, той увлича младежите и те почват извън организацията, но подобно на нея, да плетат свои съзаклятия в едно общо надигане против сърбите.
През 1927 г. е хванат във влака между Велес и Кавадарци с пакет нелегална литература и е арестуван от сръбската полиция в Кавадарци заедно с още шестима другари; през есента почва политически процес срещу ученици в сръбските гимназии. Тогава световният и сръбският печат отразява Скопския студентски процес и цялото революционно движение и за да не стане очевидно, че и най-младата македонска интелигенция се е включила в борбата, сърбите въпреки заловената документация ги пуска на свобода през декември. Трайко Попов е изключен от всички гимназии.
Докато осъдените студенти са в затвора, Трайко Попов е в постоянна връзка с тях, работи по техни инструкции и заедно с Блажо Монев и други възстановяват организацията. Дава нов тласък на младежкото движение. След освобождаването на повечето осъдени през 1930 г. продължава сътрудничеството си с тях, но буйният му характер го води и към по-крайни действия. Организира терористична група в Гевгелийско, която планира да вдигне във въздуха обществени здания. В Гевгели през 1931 г. поради неопитност при залагането на бомба тя избухва в ръцете на Михаил Гашев, който загива, и Илия Ив. Димов, който е ранен, излекуван в Скопската болница и после зверски убит (по сведения на Д. Гюзелев е отровен в болница, но преди това е изтезаван и издава и други съзаклятници). Трайко Попов и баща му Теохар са арестувани от властите и затворени в Гевгели. През декември 1931 г. при инсцениран опит за бягство двамата са разстреляни от Сдружението против българските бандити, като телата са им изгорени във фурна за вар в Кованец (според Пелтеков са убити на 9 октомври 1931).